# Fricativa alveolar surda
A fricativa alveolar surda é um tipo de fone consonantal empregado em alguns idiomas. O símbolo deste som tanto no alfabeto fonético internacional quanto no X-SAMPA é "s". Este som ocorre no português em palavras como "simples", "osso" e "caça".

## Características
- Seu modo de articulação é fricativo.
- Seu ponto de articulação é alveolar.
- É surda em relação ao papel das pregas vocais.
- É oral em relação ao papel das cavidades bucal e nasal.